# (200168) 1999 DG
(200168) 1999 DG es un asteroide perteneciente al cinturón de asteroides, descubierto el 16 de febrero de 1999 por el equipo del OCA-DLR Asteroid Survey desde el Sitio de Observación de Calern, Caussols, Francia.

## Designación y nombre
Designado provisionalmente como 1999 DG.

## Características orbitales
1999 DG está situado a una distancia media del Sol de 3,109 ua, pudiendo alejarse hasta 3,309 ua y acercarse hasta 2,908 ua. Su excentricidad es 0,064 y la inclinación orbital 8,486 grados. Emplea 2002,31 días en completar una órbita alrededor del Sol.

## Características físicas
La magnitud absoluta de 1999 DG es 15,3.